# Olympique Gymnaste Club de Nice 1963-1964
Questa voce raccoglie le informazioni riguardanti l'Olympique Gymnaste Club de Nice nelle competizioni ufficiali della stagione 1963-1964.

## Stagione
Attestatosi inizialmente nelle posizioni di classifica medio-bassa, poco prima del giro di boa il Nizza incappò in dieci gare consecutive senza vittoria, concludendo il girone di andata all'ultimo posto in solitaria. Nel corso del girone di ritorno il Nizza non riuscì ad abbandonare il fondo della classifica, ma rimase in corsa per la salvezza fino a cinque gare dal termine; perdendo i restanti incontri, i nizzardi andarono incontro alla seconda retrocessione della loro storia con due gare di anticipo.
In Coppa di Francia il Nizza superò i primi due turni battendo squadre amatoriali, estromettendo in seguito lo Stade Reims grazie a una vittoria di misura. La squadra venne eliminata ai quarti di finale a causa di una sconfitta per 4-1 contro il Nantes.

## Maglie
| Manica sinistra · Manica sinistra · Maglietta · Maglietta · Manica destra · Manica destra · Pantaloncini · Calzettoni |

## Rosa
| N. |                      | Ruolo | Calciatore            |
| -- | -------------------- | ----- | --------------------- |
|    | Francia (bandiera)   | P     | Robert Deleuse        |
|    | Francia (bandiera)   | P     | Yvan Garofalo         |
|    | Francia (bandiera)   | P     | Charly Marchetti      |
|    | Francia (bandiera)   | P     | Daniel Poncet         |
|    | Francia (bandiera)   | D     | Gérard Albert         |
|    | Argentina (bandiera) | D     | Juan Carlos Auzoberry |
|    | Francia (bandiera)   | D     | Jean Borelli          |
|    | Francia (bandiera)   | D     | Guy Cauvin            |
|    | Francia (bandiera)   | D     | Francis Isnard        |
|    | Francia (bandiera)   | D     | Maurice Serrus        |
|    | Belgio (bandiera)    | D     | Joseph van Mol        |
|    | Francia (bandiera)   | C     | André Boragno         |

| N. |                      | Ruolo | Calciatore            |
| -- | -------------------- | ----- | --------------------- |
|    | Francia (bandiera)   | C     | Yvon Giner            |
|    | Tunisia (bandiera)   | C     | Brahim Kerrit         |
|    | Argentina (bandiera) | C     | Hector Maison         |
|    | Francia (bandiera)   | C     | Dominique Rustichelli |
|    | Francia (bandiera)   | C     | Gérard Segarra        |
|    | Argentina (bandiera) | A     | Osvaldo Dandru        |
|    | Francia (bandiera)   | A     | Arnoldo Granella      |
|    | Algeria (bandiera)   | A     | Jean-Paul Lacaza      |
|    | Francia (bandiera)   | A     | Charly Loubet         |
|    | Francia (bandiera)   | A     | Serge Roy             |
|    | Francia (bandiera)   | A     | Jean-Pierre Teisseire |